# ブラッド・アンダーソン
ブラッド・アンダーソン（Brad Anderson、1964年 - ）は、アメリカ合衆国の映画監督、脚本家、編集技師。

## 経歴
1964年、コネチカット州マディソンに生まれる。ボウディン大学で学んだ。
1998年に『ワンダーランド駅で』、2000年に『ハッピー・アクシデント』を監督した。2004年、クリスチャン・ベール主演の『マシニスト』を監督した。その後、『暴走特急 シベリアン・エクスプレス』や『リセット』、『ザ・コール 緊急通報指令室』を監督している。

## フィルモグラフィー

### 映画
- The Darien Gap （1996年） - 監督・脚本・製作・編集
- ワンダーランド駅で Next Stop Wonderland （1998年） - 監督・脚本・編集
- ハッピー・アクシデント Happy Accidents （2000年） - 監督・脚本・編集
- セッション9 Session 9 （2001年） - 監督・脚本・編集
- マシニスト El Maquinista （2004年） - 監督
- 暴走特急 シベリアン・エクスプレス Transsiberian （2008年） - 監督・脚本
- リセット Vanishing on 7th Street （2010年） - 監督
- ザ・コール 緊急通報指令室 The Call （2013年） - 監督
- アサイラム 監禁病棟と顔のない患者たち Stonehearst Asylum （2014年） - 監督
- ベイルート Beirut （2018年） - 監督
- フラクチャード Fractured (2019年) - 監督

### テレビドラマ
- ホミサイド/殺人捜査課 Homicide: Life on the Street （1999年） - 監督
- THE WIRE/ザ・ワイヤー The Wire （2002年 - 2006年） - 監督
- ザ・シールド ルール無用の警察バッジ The Shield （2003年） - 監督
- マスターズ・オブ・ホラー Masters of Horror （2006年） - 監督・脚本
- FEAR ITSELF フィアー・イットセルフ Fear Itself （2008年） - 監督
- FRINGE/フリンジ Fringe （2008年 - 2011年） - 監督
- ボードウォーク・エンパイア 欲望の街 Boardwalk Empire （2010年 - 2011年） - 監督
- キリング/26日間 The Killing （2011年 - 2012年） - 監督
- PERSON of INTEREST 犯罪予知ユニット Person of Interest （2012年） - 監督
- ALMOST HUMAN Almost Human （2013年） - 監督
- FOREVER Dr.モーガンのNY事件簿 Forever （2014年 - 2015年） - 監督
- ノンストップ・スリラー「暴走地区-ZOO-」 Zoo （2015年） - 監督
- インベージョン Invasion (2023年) - 監督